# Limnophila (Limnophila) egena
Limnophila (Limnophila) egena is een tweevleugelige uit de familie steltmuggen (Limoniidae). De soort komt voor in het Australaziatisch gebied.